# Gran ballarina
Gran ballarina és una escultura (ferro retallat) de 123 x 70 x 50 cm realitzada a París per Pau Gargallo l'any 1929, la qual es troba al Museu Nacional d'Art de Catalunya.

## Context històric i artístic
Considerat un dels artistes més eminents de l'escultura catalana, Gargallo es va iniciar com a escultor en ple modernisme i es va decantar posteriorment cap a un llenguatge d'arrel més clàssica, que va alternar amb propostes avantguardistes. En aquest sentit, la seua contribució a la renovació de l'escultura europea va ésser fonamental com a pioner en l'experimentació amb nous materials (plom, coure i ferro) i en la utilització del buit com a element de volum. Instal·lat el 1924 a París, Gargallo va experimentar amb un llenguatge molt personal que culminaria precisament en Gran ballarina, de la qual va fer tres versions.
Fou adquirida el 1972 i el seu número al catàleg del MNAC és el 108413.

## Descripció
Gran ballarina, obra cabdal de les col·leccions d'escultura moderna del MNAC, és des del punt de vista tècnic una mostra clarificadora del treball que Gargallo va fer amb peces de planxa de ferro, retallades a partir d'unes plantilles de cartró i soldades posteriorment per a donar forma a l'escultura. Però al mateix temps aquesta obra permet valorar la consolidació d'un llenguatge que, tot i que encara es manté vinculat a plantejaments propis de l'escultura tradicional, presenta aspectes totalment originals i incorpora algunes solucions procedents del cubisme. Gargallo va exposar per primera vegada Gran ballarina al Pavelló dels Artistes Reunits de l'Exposició Internacional de Barcelona del 1929, on va destacar per la seua absoluta modernitat, que contrastava amb l'art oficial que en aquella època imperava a Catalunya.